# Karbala, Iraq
Karbala (tiếng Ả Rập: كربلاء) Karbala '; là một thành phố ở miền trung Iraq, nằm khoảng 100 km (62 dặm) về phía tây nam thủ đô Baghdad. Karbala là thủ phủ của Karbala Governorate, và có dân số ước tính 1,15 triệu người (năm 2014).
Thành phố này, nổi tiếng nhất là vị trí của Trận Karbala (680), được xem là thành phố thánh địa đối với người Hồi giáo Shia như Mecca, Medina và thánh đường cao quý ở Jerusalem, vì hàng chục triệu người Hồi giáo Shia ghé thăm trang web hai lần một năm, mà là nhiều hơn tổng số khách Shia của Mecca, Medina và Jerusalem kết hợp (xem danh sách các cuộc tụ họp hòa bình lớn nhất trong lịch sử). Karbala là quê hương của đền thờ Imam Hussain. Karbala nổi tiếng là các địa danh của tử đạo của Hussain ibn Ali (Imam Hussain)), và kỷ niệm được tổ chức bởi hàng triệu người Shia hàng năm để ghi nhớ nó. Karbala được coi là linh thiêng của người Shia.